# Bud Spencer a Terence Hill

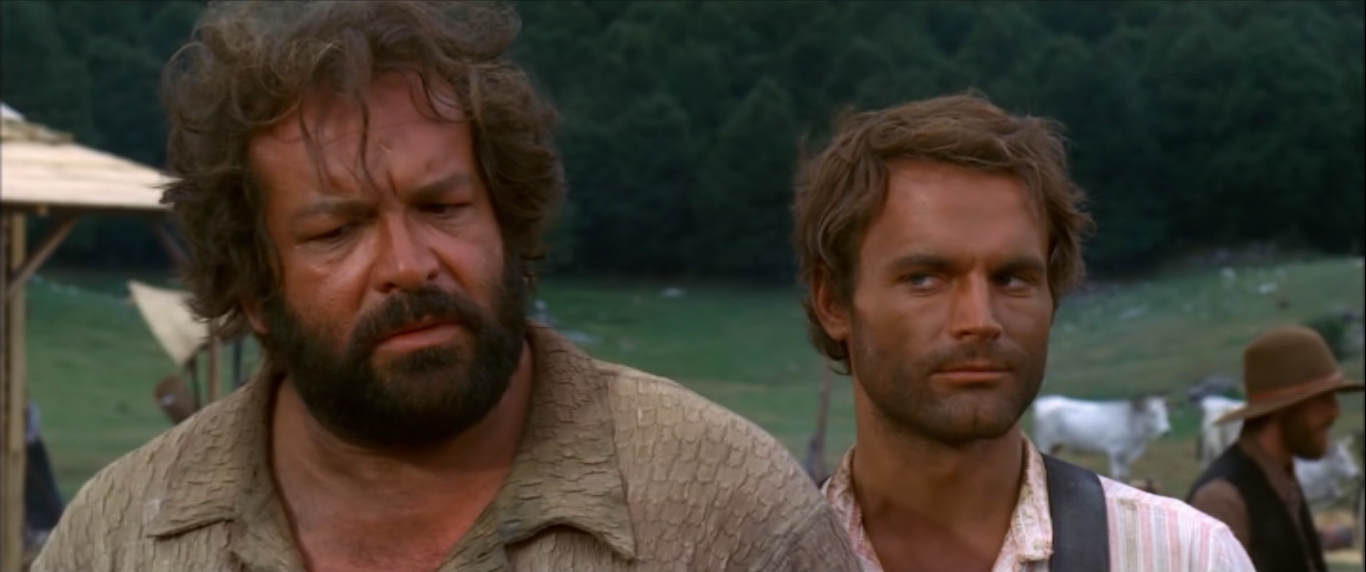
Bud Spencer a Terence Hill ve filmu Pravá a levá ruka ďábla

Bud Spencer (vlastním jménem Carlo Pedersoli) a Terence Hill (vlastním jménem Mario Girotti) je známá italská dvojice, která společně natočila několik úspěšných filmů, jež si diváci oblíbili v Evropě i v USA.
Prvním společným filmem byl italský Hannibal v roce 1959. Společně natočili např. western z roku 1970 Pravá a levá ruka ďábla (Lo chiamavano Trinità) a jeho pokračování Malý unavený Joe (Continuavano a chiamarlo Trinità), z roku 1971. Jejich posledním společným filmem byl v roce 1994 natočený snímek Průseráři.
Na nápadné podobě s Budem Specerem a Terencem Hillem stavěla dvojice herců Antonio Cantafora a Paul L. Smith, kteří společně natočili čtyři filmy v podobném stylu (například Šimon a Matouš jedou na riviéru).

## Společná filmografie
1959
- Hannibal - (it. Annibale, ang. Hannibal)

1967
- Bůh odpouští, já ne! - (it. Dio perdona… Io no!,  něm. Gott vergibt… Django nie!)

1968
- Trumfové eso - (it. I quattro dell'Ave Maria,  něm. Vier Fäuste für ein Ave Maria)

1969
- Boot Hill - (it. La Collina degli stivali,  něm. Hügel der blutigen Stiefel)

1970
- Pravá a levá ruka ďábla - (it. Lo chiamavano Trinità, ang.They Call Me Trinity)

1971
- Pomsta Černého korzára - (it. Il Corsaro Nero,  něm. Freibeuter der Meere)

1972
- Malý unavený Joe - (it. ...continuavano a chiamario Trinità, něm. Vier Fäuste für ein Halleluja)
- Dva machři mezi nebem a peklem - (it. Più forte, ragazzi!, něm. Zwei Himmelhunde auf dem Weg zur Hölle)

1974
- Jestli se rozzlobíme, budeme zlí - (it. ...altrimenti ci arrabbiamo!,  něm. Zwei wie Pech und Schwefel)
- Dva misionáři - (it. Porgi l'altra guancia)

1977
- Dva výtečníci - (it. I due superpiedi quasi piatti, něm. Zwei außer Rand und Band)

1978
- Sudá a lichá - (it. Pari e dispari, něm. Zwei sind nicht zu bremsen)

1979
- Hroši v Africe - (it. Io sto con gli ippopotami)

1981
- Kdo najde přítele, najde poklad  - (it. Chi trova un amico, trova un tesoro, něm. Zwei Asse trumpfen auf)

1983
- Jdi na to - (ang. Go for it, it. Nati con la camicia, něm. Zwei bärenstarke Typen)

1984
- Dvojníci - (it. Non c'è due senza quattro)

1985
- Superpolicajti z Miami - (ang. Miami Supercops, něm. Die Miami Cops)

1994
- Blb a blbec - (it. Botte di Natale, něm. Die Troublemaker)

## Kniha
V České republice také vyšla kniha Bud Spencer & Terence Hill:
- Autoři: Marco Bertolino, Ettore Ridola
- Vydavatel: Levné knihy a.s.
- Rok vydání: 2011
- Počet stran: 96